# Омлоп дор Миддаг-Хюмстерланд
Омлоп дор Миддаг-Хюмстерланд (нидерл. Omloop door Middag-Humsterland) — шоссейная однодневная велогонка, проходившая по территории Нидерландов с 2004 по 2010 год.

## История
Гонка была создана в 2004 году и первые два года проходила в рамках национального календаря. В 2006 году вошла в Женский мировой шоссейный календарь UCI в котором проводилась  до конца своей истории в 2010 году.
Маршрут гонки проходил в национальном ландшафте Миддаг-Хюмстерланд провинции Гронинген. Стар и финиш располагался в Адуарде. Протяжённость дистанции была 133 км и имела плоский рельеф.
Рекордсменкой с двумя победами стала нидерландка Вера Коедодер.

## Призёры
| Год  | Победитель      | Второй            | Третий             |
| ---- | --------------- | ----------------- | ------------------ |
| 2004 | Кристи Миггелс  | Кирстен Вилд      | Анджела Хилленга   |
| 2005 | Адри Виссер     | Лус Гюнневейк     | Аренда Гримберг    |
| 2006 | Кирстен Вилд    | Хантал Белтман    | Сюзанна де Гуде    |
| 2007 | Сюзанна де Гуде | Марианна Вос      | Лус Маркеринк      |
| 2008 | Вера Коедодер   | Адри Виссер       | Ирэн ван ден Брук  |
| 2009 | Рошелль Гилмор  | Клаудия Виттевен  | Изабелла Сёдерберг |
| 2010 | Вера Коедодер   | Моник ван дер Рее | Лисбет Де Вохт     |